# Линия Мертл-авеню, Би-эм-ти
Линия Мертл-авеню, Би-эм-ти, также известна как эстакадная линия Мертл-авеню — линия Нью-Йоркского метро, эксплуатировавшаяся «Транспортной компанией Бруклина и Манхэттена» (BMT) и ныне входящая в состав Дивизиона B. Современная линия является единственной сохранившейся частью одной из первых эстакадных линий метро в Бруклине. Сохранившаяся часть является ответвлением от эстакадной линии Джамейка в округ Бушуик района Бруклин и в округа Риджвуд и Мидл Вилладж района Куинс, заканчиваясь на своей первоначальной конечной станции Мидл-Виллидж — Метрополитан-авеню. До 1969 года линия Мертл-авеню не заканчивалась соединением с линией Джамейка, а уходила на запад, в округ Центральный Бруклин, а до 1944 года она продолжалась ещё дальше: пересекала Бруклинский мост и заканчивалась в Манхэттене, на конечной станции Парк-Роу, обслуживавшей кроме эстакадной линии Мертл-авеню ещё и эстакадную линию Фултон-стрит. Линия обслуживается круглосуточно маршрутом M.

## Описание
Линия начинается с наземной станции Мидл-Виллидж — Метрополитан-авеню в округе Мидл-Виллидж в Куинсе. Затем линия поворачивает на юго-запад и становится эстакадной. Эстакада проходит над Палметто-стрит в округе Риджвуд и над Мертл-авеню в округе Бушуик. Незадолго до пересечения с Бродвеем, над которым проходит эстакада линии Джамейка, линия Мертл-авеню поворачивает на запад и соединяется с путями этой линии восточнее станции Мертл-авеню. Верхний уровень этой станции, принадлежавший линии Мертл-авеню, открылся в 1889 году и закрылся 4 октября 1969 года. Он сохранился до сих пор, но проезд к нему невозможен из-за отсутствия путей, хотя эстакада продолжается ещё на несколько десятков метров после станции. В настоящее время станция служит конечной остановкой для четырёхвагонных поездов, курсирующих по линии Мертл-авеню ночью и по выходным. Подобно другим линиям Восточного дивизиона BMT, станционные платформы на линии Мертл-авеню могут принимать только 480-футовые поезда (8 вагонов длиной 60 футов), что на 120 футов короче стандартных платформ остальных дивизионов BMT, имеющих в длину 600 футов и способных принимать восемь 75-футовых вагонов или десять 60-футовых.

## История
Первая часть линии была открыта 10 апреля 1888 года компанией «Объединённые эстакадные железные дороги». Она начиналась от пересечения Джонсон-стрит и Адамс-стрит и шла до соединения с эстакадной линией Лексингтон-авеню на Гранд-авеню. Линия Лексингтон-авеню была построена раньше, в 1885 году, но закрылась уже в 1950 году. Поезда продолжали идти над Гранд-авеню и Лексингтон-авеню до Бродвея, где присоединялись к линии Джамейка и шли в Ист-Нью-Йорк. Позже, 1 сентября 1888 года, линия Мертл-авеню была продлена на запад, вдоль Адамс-стрит и Сэндс-стрит, к конечной станции Сэндс-стрит, располагавшейся около Бруклинского моста. А 27 апреля 1889 года линия Мертл-авеню была продлена на восток от ответвления линии Лексинктон-авеню, вдоль Мертл-авеню до станции Бродвей.
18 июня 1898 года было открыто соединение с путями Бруклинского моста. В этот же день было открыто продление линии на запад, в Манхэттен. Новой, и на этот раз последней, конечной станцией стала станция Парк-Роу. Интересно, что первыми поездами, пришедшими на эту станцию, были поезда с эстакадной линии Пятой-авеню, которая ответвлялась от линии Мертл-авеню перед станцией Бридж-стрит — Джей-стрит. Уже 31 мая 1940 года вся линия была закрыта. Эстакады сносились в течение года.
Позднее линия Мертл-авеню была продлена на восток, к Уайкофф-авеню. Новой конечной станцией на этом конце линии стала станция Мертл-авеню — Уайкофф-авеню, находящаяся на границе Куинса с Бруклином. В 1906 году была сооружена соединительная рампа к путям линии Лютеранского кладбища (Lutheran Cemetery Line). Это была железная дорога на паровой тяге, открытая 3 сентября 1881 года, она вела к Метрополитан-авеню. 22 февраля 1915 года в рамках Двойных контрактов эта наземная часть линии была перенесена на эстакаду, на которой было построено 3 новых эстакадных станции.
29 июля 1914 года около станции Бродвей было открыто соединение с линией Джамейка, что позволяло поездам с линии Мертл-авеню обслуживать Вильямсбургский мост. В 1924 году этот маршрут стал называться BMT 10, тогда как основному маршруту до Парк-Роу было присвоено название BMT 11. Позже их переименовали в маршруты М и MJ соответственно.
В рамках Двойных контрактов в 1914 году проводилась реконструкция линии. 29 июля 1914 года севернее станции Бродвей был открыт третий экспресс-путь. Этот путь начинался южнее станции Сентрал-авеню, проходил через станцию Мертл-авеню — Уайкофф-авеню и заканчивался тупиком прямо перед станцией Сенека-авеню. Съезды на этот путь были только с южного его конца. Центральный путь никогда не использовался для постоянного обслуживания и был разобран через некоторое время после Второй мировой войны.
5 марта 1944 года линия к западу от станции Бридж-стрит — Джей-стрит была закрыта. Это совпало с прекращением железнодорожного обслуживания Бруклинского моста. Остальная часть линии от станции Бродвей до Бридж-стрит — Джей-стрит была закрыта 6 октября 1969 года из-за пожара и вскоре снесена. В связи с этим был упразднён маршрут MJ.

## Список станций
| Эссекс-стрит (1908) |
|                     |
|                     |

|  |  |  |
|  |  |  |
|  |  |  |

|  |  |  |
|  |  |  |
|  |  |  |

| Сатфин-бульвар — Арчер-авеню — Аэропорт имени Джона Кеннеди (1988) |
|                                                                    |
|                                                                    |

| Джамейка-Сентер — Парсонс — Арчер (1988) |
|                                          |
|                                          |

| Марси-авеню (1888) |
|                    |
|                    |

| Хьюс-стрит (1888) |
|                   |
|                   |

| Лоример-стрит (1888) |
|                      |
|                      |

| Флашинг-авеню (1888) |
|                      |
|                      |

| Мертл-авеню (1888) |
|                    |
|                    |

|  |
|  |
|  |
|  |
|  |

| Кларк-стрит — Тиллари-стрит (1888—1940) |
|                                         |
|                                         |
|                                         |
|                                         |
|                                         |

| Корт-стрит — Мертл-авеню (1888—1940) |
|                                      |
|                                      |
|                                      |
|                                      |
|                                      |

| Декалб-авеню (1915) |  |
|                     |  |

| Атлантик-авеню — Барклайс-центр (1920) |
|                                        |
|                                        |

| Атлантик-авеню — Барклайс-центр (1915) |  |
|                                        |  |

| Франклин-авеню (1896) |  |
|                       |  |

| Седьмая авеню (1920) |  |
|                      |  |

| Бруклин-авеню — Томпкинс-авеню (1888—1940) |
|                                            |
|                                            |
|                                            |
|                                            |
|                                            |

| Олбани-авеню — Самнер-авеню (1888—1940) |
|                                         |
|                                         |
|                                         |
|                                         |
|                                         |

| Атлантик-авеню (1889) |  |
|                       |  |

| 36-я улица (1915) |  |
|                   |  |

| Проспект-парк (1878) |  |  |
|                      |  |  |

| Девятая авеню (1916) |  |
|                      |  |

| Черч-авеню (1933) |  |
|                   |  |

|  |  |
|  |  |

|  |  |
|  |  |
|  |  |
|  |  |
|  |  |
|  |  |

Проходящие по линии маршруты в зависимости от дня недели и времени суток
|                | Круглосуточно |
| -------------- | ------------- |
| Локальные пути | M             |

Станции на линии
| Условные обозначения |
| для дней и часов работы маршрутов (более точно указано во всплывающих подсказках при этих обозначениях): |
| --- |
| круглосуточно круглосуточно, кроме ночи круглосуточно, кроме будней днём (либо часов пик) в пиковом направлении в будни днём (и, возможно, вечером) в будни круглосуточно в часы пик в будни днём (либо в часы пик) в пиковом направлении в будни днём (либо в часы пик) в направлении, обратном пиковому в выходные ночью ночью и в выходные (и, возможно, вечером) нет движения поездов |

| L — круглосуточно · L — круглосуточно | Мертл-авеню — Уайкофф-авеню |

| |  |  |  |  | |
| |  |  |  |  | |
| J — круглосуточно · J — круглосуточно · M — круглосуточно · M — круглосуточно · Z — в часы пик в пиковом направлении · Z — в часы пик в пиковом направлении |  |  |  |  | J — круглосуточно · J — круглосуточно · Z — в часы пик в пиковом направлении · Z — в часы пик в пиковом направлении |
| |  |  |  |  | |
| ... |  |  |  |  | |

Ниже — демонтированная часть линии. Станции даны в порядке с запада на восток, для согласования со статьями о линиях, ответвлявшихся от данной.
|   |  |  |
| … |  |  |
|   |  |  |

|   |  |  |
| … |  |  |
|   |  |  |

|   |  |  |
| … |  |  |
|   |  |  |